# Natron (jezero)
Natron je slano i alkalno jezero na sjeveru Tanzanije u regiji Aruša. Jezero je u blizini granice se Kenijom i nalazi se u ogranku Istočnoafričkog rascjepa (dio Velike rasjedne doline).
Jezero vodom napaja rijeka Južni Ewaso Ng'iro, kao i brojni mineralni vrući izvori. Jezero je prilično plitko, dubina mu ne prelazi više od 3m. Dugo je oko 57 km, široko 22 km, nalazi se na nadmorskoj visini oko 600 m. Temperatura vode je često preko 40 C.
Visok stupanja evaporacije vode u jezeru ostavlja nakupine natrona (natrijev karbonat dekahidrat) i trona (natrijev seskvikarbonat dihidrat). Alkalnost jezera može biti i preko pH 12.